# بیالا رکا
بیالا رکا (به لاتین: Byala Reka) یک منطقهٔ مسکونی در بلغارستان است که در شهرستان وربیتسا واقع شده‌است. بیالا رکا ۶۵٫۸۵ کیلومتر مربع مساحت و ۱٬۱۶۷ نفر جمعیت دارد.